# Herman II. Lonski
Herman II. Lonski (včasih tudi Loenski ali Loonski) (* okoli 1241, † 1316) je bil grof v grofiji Lohn od leta 1255 do svoje smrti leta 1316. Ozemlje grofije se je do padca leta 1316 raztezalo čez Westmünsterland in dele regije Achterhoek v provinci Gelderland. Bil je tudi gospod Bredevoortski, kjer je prebival je na gradu Bredevoort.

## Življenje
Herman II. Lonski je izhajal iz plemiške rodbine gospodov Lonskih, kot sin  Hermana I. Lonskega (1215–1252) in matere Eufemije Coeverdenske. Ko mu je oče umrl leta 1252, je bil še mladoleten. Zato je položaj grofa Lonskega začasno zasedel njegov stric Oton Lonski, ki je pred tem odstopil od duhovnega poklica.   Herman II. je nadaljeval s približevanjem grofiji Geldern, ki ga je začel že njegov oče. Leta 1255 je prodal svoje pravice krvnega sodstva nad Zelhemom in Hengelom gelderskemu grofu Otonu II. Ta tako imenovana »Land auf dem Goy« je bila pravzaprav münsterski fevd in je tvorila skrajno zahodno konico škofije Münster.
Prvega novembra leta 1277 je Herman II. ugrabil grofa Engelberta I. iz Marke, ki je potoval v Tecklenburg in ga zaprl na svoj grad Bredevoort.  Grof Engelbert je 16. novembra umrl v ujetništvu, zaradi srčne kapi. Leta 1278 se je Engelbertov sin in naslednik grof Everhard iz Marke maščeval in napadel grad Bredevoort, kljub takojšnjemu prenosu grofovih bazalmiranih ostankov. To je storil s tako odločnostjo, da so oblegani ponoči skrivaj zapustili mesto. Da bi zlomili grofa Lonskega, so oblegovalci nato grad popolnoma porušili. Grad so smeli obnoviti šele, ko je Herman II. šel na romanje.  Grad je ostal v ruševinah šestnajst let. Leta 1284 se je Baldvin Steinfurtski odločil prodati svojo polovico gradu škofu Everhardu iz Münstra. Münster je tako okrepil svojo oblast na tem območju na meji z Geldersom. Vendar sta imela Münster in Gelders enake pravice do polovice gradu. To stanje se je zapletlo, ker je bil Münster redno v vojni z grofi iz Marka. 
Herman II. je po poroki z Gertrudo Holtejsko prišel v posest gospostva Holte, ki je imelo sedež na gradu Holter v deželi Osnabrück. Leta 1315 je to gospostvo prodal grofu  Otonu IV. Ravensberškemu za 350 Mark.
Wihbold Holtejski, Kölnski nadškof (1297-1304), je podprl svojega svaka Hermana II., da je ta ponovno pridobil posest Bredevoort. Leta 1301 je bil grad Bredevoort ponovno obnovljen. Istega leta je münsterski škof sklenil zavezništvo z grofom iz Marka in Bredevoort je bil hitro osvojen, na gradu pa je bila postavljena stalna garnizija. Grof Reinald I. Gelderski je leta 1305 imenoval Everharda iz Marka  za stadthoulderja, s čimer je münsterski škof izgubil svoj močan položaj. Škof in njegovi vojaki so izgnali grofa Everharda iz Bredevoorta, nakar je Everhard iz maščevanja ponovno zavzel mesto Dülmen. Da bi preprečili stopnjevanje, je bil sklenjen mir in Bredevoort so vrnili grofu Everhardu iz Marka. Herman II. je leta 1306 kupil grad Bredevoort od münstrskega škofa in ko je leta 1308 umrl grof Everhard iz Marka, je bil Herman II. ponovno gospod in kastelan na gradu. Ko je leta 1316 grof Herman II. umrl brez naslednika, je grofija Lohn prenehala obstajati in münsterse čete so nemudoma prišle zasesti grad.

## Konec grofije
Hermanov najmlajši sin Wicbold je bil od leta 1303 kanonik v  Münstru in je zapustil duhovništvo leta 1310 , ko je bil prošt, da bi zavaroval nadaljevanje rodu. Nameraval se je poročiti z Nežo Kleveško  29. januarja 1312. Vendar je Wicbold umrl 19. julija 1311 in tako bil brez naslednika. Tudi Hermanov najstarejši sin Herman III. je umrl brez otrok. Herman II. je umrl zelo star in brez otrok. Dediči so bili otroci njegove sestre Sofije Lonske, Johan in Oton Ahauški, ki sta svoje deleže prodala münsterskemu škofu, nakar se je ponovno začel boj med Geldersom in Munsterjem. Od nekdanje grofije Lohn je bil 13. junija 1326 Geldersu končno dodeljeno gospostvo Bredevoort. To pogodbo so podpisala mesta Zutphen, Groenlo, Emmerik in Arnhem. Kot rezultat te pogodbe je Reinald II. Gelderski nazadnje postal lastnik sodišč v Winterswijku, Aaltenu in Dinxperlu ter celotne grofije Bredevoort. Od tega trenutka naprej je bil Bredevoort dokončno ozemlje Gelderlanda. Grad je postal tudi last grofa Gelderskega, pod pogojem, da se na tem območju ne sme graditi noben drug grad.

## Družina in otroci
Herman II. Lonski  je bil poročen z Gertrudo Holtejsko, hčerko plemiča Hermana Holtejskega in nečakinjo kölnskega nadškofa Wigbolda Holtejskega,  s katero sta imela dva sinova:
- Herman III. Lonski  († 1315) [9]
- Wikbold Lonski († 1312) [10], kononik (1292–1310), stolni kustos (1303–1306) in stolni prošt (1307–1310) v katedrali sv. Pavla v Münster.[11]

## Spletne povezave
- Grofija v srednjem veku. Srednjeveška zgodovina Achterhoeka in Liemersa': Herman II. Lonski – Grof Lonski (1255-1316) (nizozemščina)
- Lonski pri Germania Sacra
- Digitalna kopija grofje Lonski